# Aditya Mittal

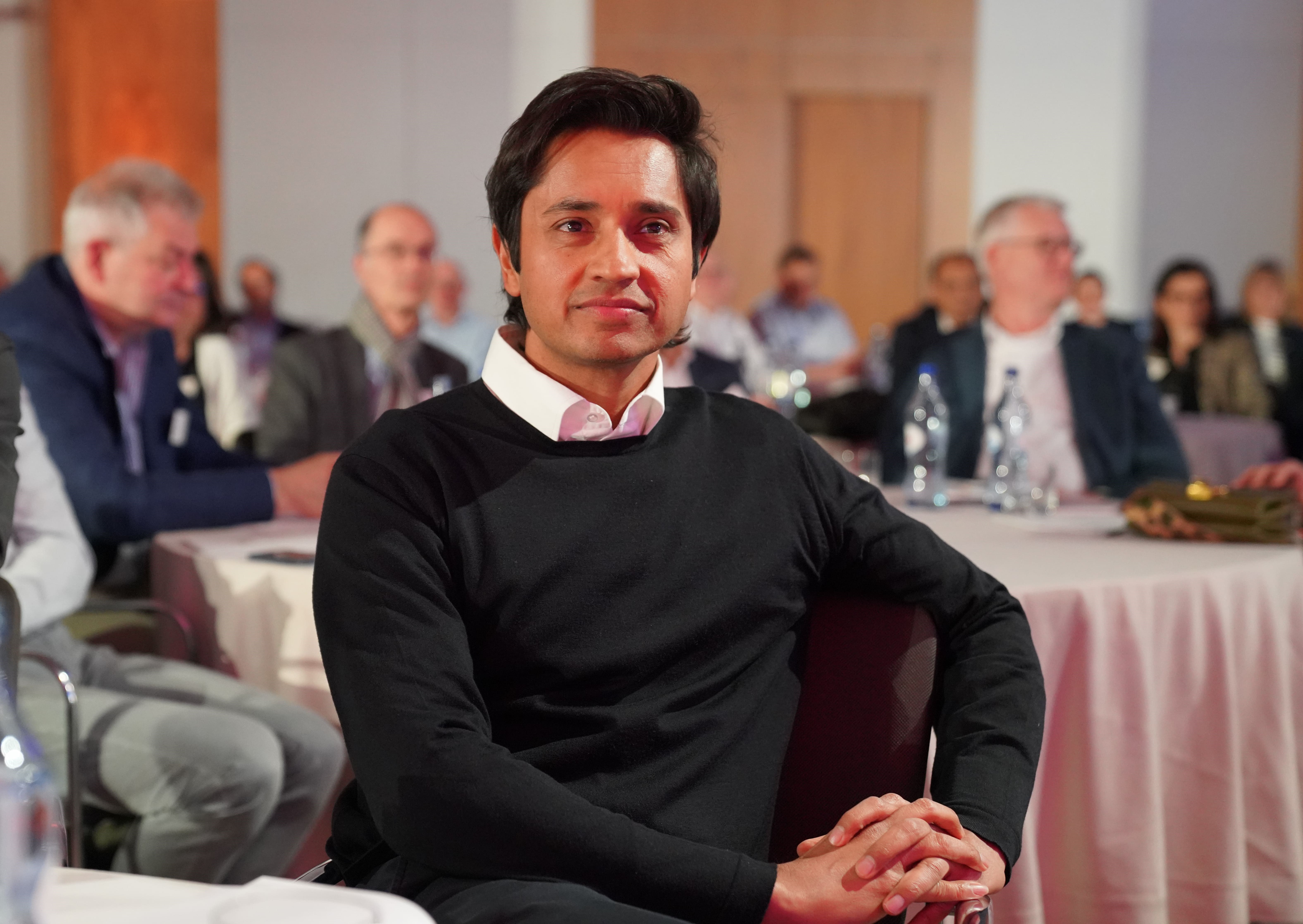
Aditya Mittal, 2024

Aditya Mittal (* 22. Januar 1976) ist der Vorstandsvorsitzende des weltgrößten Stahlkonzerns ArcelorMittal und Sohn von Lakshmi Mittal.
Nach dem Besuch der International School in  Jakarta studierte er an der Wharton School (der Business School der University of Pennsylvania) in den USA. 1996 schloss er das Studium als Bachelor mit der Auszeichnung magna cum laude ab. Für ein halbes Jahr sammelte er Erfahrungen als Investmentbanker für „Zusammenschlüsse und Übernahmen“ (M&A) bei Credit Suisse First Boston, bevor er in den Stahlkonzern des Vaters eintrat.
Er ist Mitglied der Young Global Leaders Community des World Economic Forum.
Aditya ist mit Megha Mittal verheiratet. Sie leben in London und haben zwei kleine Töchter.